# Luis Cubilla
Luis Alberto Cubilla Almeida (28. března 1940, Paysandú – 3. března 2013, Asunción) byl uruguayský fotbalista, útočník. Jako hráč získal celkem 16 titulů v uruguayské lize, Poháru osvoboditelů a Interkontinentálním poháru. Po skončení aktivní kariéry se stal se 17 získanými trofejemi jedním z nejúspěšnějších jihoamerických trenérů.

## Klubová kariéra
Začínal v mládežnickém týmu Colón de Paysandú. Profesionálně hrál za CA Peñarol, ve Španělsku za FC Barcelona, v Argentině za CA River Plate, v Uruguayi za Nacional Montevideo, dále v Chile za Santiago Morning a kariéru zakončil v Uruguayi v týmu Defensor Sporting. Pohár osvoboditelů vyhrál v letech 1960 a 1961 s Peñarolem a v roce 1971 s Nacionalem Montevideo, Interkontinentální pohár získal v roce 1961 s Peñarolem a v roce 1971 s Nacionalem Montevideo. Mistrovský titul v nejvyšší uruguayské soutěži získal získal v letech 1958–1961 s Peñarolem, v letech 1969–1972 s Nacionalem a v roce 1976 s týmem Defensor Sporting. V roce 1963 získal s FC Barcelona španělský pohár Copa del Rey.

## Reprezentační kariéra
Za reprezentaci Uruguaye nastoupil ve 38 utkáních a dal 11 gólů. Startoval na Mistrovství světa ve fotbale 1962, 1966 a 1974, na mistrovství světa nastoupil v 9 utkáních a dal 2 góly.

## Trenérská kariéra
Vedl reprezentaci Uruguaye na Copa América 1991 a 1993. Na klubové úrovni trénoval postupně paraguayský klub Olimpia Asunción, argentinský CA Newell's Old Boys, uruguayský CA Peñarol, znovu Olimpii Asunción, v Kolumbii Atlético Nacional, další argentinský klub CA River Plate, opět Olimpii Asunción, argentinský Racing Club Buenos Aires, opět Olimpii Asunción, další z argentinských klubů Talleres de Córdoba, v Guatemale Comunicaciones F.C., v Ekvádoru místní Barcelona SC, dále peruánský Colegio Nacional Iquitos a naposledy opět Olimpii Asunción. S Olimpií Asunción získal v letech 1979, 1982, 1988, 1989, 1995, 1997–1999 v nejvyšší paraguayské soutěži 8 titulů, dvakrát vyhrál Pohár osvoboditelů a jednou Interkontinentální pohár, v roce 1981 vyhrál s Peñarolem uruguayskou ligu.